# UEFA Champions League 2010-2011
La UEFA Champions League 2010-2011 è stata la 56ª edizione (la 19ª con la formula attuale) di questo torneo di calcio europeo per squadre di club maggiori maschili organizzato dall'UEFA e vinta dal Barcellona guidato da Josep Guardiola. Per il Barcellona è stato il quarto trionfo in questa competizione.
Il nuovo Stadio Wembley di Londra ha ospitato la finale della competizione con il Barcellona che ha battuto per 3-1 il Manchester Utd.
Come squadra vincitrice, il Barcellona ha ottenuto anche il diritto di partecipare alla Supercoppa UEFA 2011 e alla Coppa del mondo per club FIFA 2011.

## Formula

### Compagini ammesse
A questa edizione prendono parte 76 squadre di 52 delle 53 federazioni affiliate all'UEFA (è esclusa la federazione del Liechtenstein in quanto non organizza una competizione nazionale) secondo la seguente tabella:
| Posizione della federazione in base al coefficiente UEFA 2009 | Numero di squadre partecipanti |
| ------------------------------------------------------------- | ------------------------------ |
| 1-3                                                           | 4                              |
| 4-6                                                           | 3                              |
| 7-15                                                          | 2                              |
| 16-52                                                         | 1                              |

### Sistema di qualificazione alla fase a gironi

#### Considerazioni generali
Confermato anche per questa edizione il sistema di qualificazione alla fase a gironi basato sulle riforme introdotte dall'UEFA il 30 novembre 2007: un totale di 22 squadre hanno accesso diretto alla fase a gironi e per i preliminari, parallelamente ai tradizionali turni di qualificazione (ridenominati "Campioni" dal terzo turno in avanti) riservati alle squadre campioni dei Paesi dalla 13ª posizione in giù, due turni di qualificazione, denominati "Piazzati", vedono coinvolte le squadre non campioni dei 15 Paesi a più alto coefficiente.

#### Schema dei preliminari
- Primo turno (4 squadre):
  - 4 club campioni nazionali dai Paesi con posizione 50-53.
- Secondo turno (34 squadre):
  - 2 vincitori del primo turno;
  - 32 club campioni nazionali dai Paesi con posizione 17-49 (escluso il Liechtenstein).
- Terzo turno "Campioni" (20 squadre):
  - 17 vincitori del secondo turno;
  - 3 club campioni nazionali dai Paesi con posizione 14-16.
- Terzo turno "Piazzati" (10 squadre):
  - 1 club terzo nel campionato nazionale del Paese con posizione 6;
  - 9 club secondi nel campionato nazionale dei Paesi con posizione 7-15.
- Play-off "Campioni" (10 squadre):
  - 10 vincitori del terzo turno "Campioni" (i 10 sconfitti accedono al turno di spareggi dell'UEFA Europa League 2010-2011).
- Play-off "Piazzati" (10 squadre):
  - 5 vincitori del terzo turno "Piazzati" (i 5 sconfitti accedono al turno di spareggi dell'UEFA Europa League 2010-2011);
  - 3 club quarti nel campionato nazionale dei Paesi con posizione 1-3;
  - 2 club terzi nel campionato nazionale dei Paesi con posizione 4-5.

#### Schema delle squadre qualificate
- 5 vincitori dei Play-off "Campioni" (i 5 sconfitti accedono alla fase a gironi dell'UEFA Europa League 2010-2011).
- 5 vincitori dei Play-off "Piazzati" (i 5 sconfitti accedono alla fase a gironi dell'UEFA Europa League 2010-2011).
- 3 club terzi nel campionato nazionale dei Paesi con posizione 1-3.
- 6 club secondi nel campionato nazionale dei Paesi con posizione 1-6.
- 13 club campioni nazionali dei Paesi con posizione 1-13.

### Fase a gironi
Se due o più squadre di uno stesso gruppo si trovano a pari punti alla fine degli incontri della fase a gironi, sono applicati i seguenti criteri per stabilire la classifica del gruppo stesso:
1. maggior numero di punti ottenuti contro le squadre in questione nella fase a gironi (classifica avulsa);
2. miglior differenza reti ottenuta contro le squadre in questione nella fase a gironi (classifica avulsa);
3. maggior numero di reti segnate fuori casa contro le squadre in questione nella fase a gironi (classifica avulsa);
4. miglior differenza reti in tutte le partite giocate nella fase a gironi;
5. maggior numero di reti segnate in tutte le partite nella fase a gironi;
6. miglior coefficiente UEFA di luglio 2010.

Accederanno agli ottavi di finale le 16 squadre che concluderanno questa fase prime o seconde nel rispettivo gruppo. Le squadre classificatesi terze accederanno ai sedicesimi di finale dell'UEFA Europa League 2010-2011.

### Fase a eliminazione diretta
Gli ottavi di finale, i quarti di finale e le semifinali si disputano con gare di andata e ritorno mentre la finale si disputa con partita unica. Tutti gli accoppiamenti del tabellone sono sorteggiati.

## Date
| Fase                        | Turno            | Sorteggio               | Andata                      | Ritorno                |
| --------------------------- | ---------------- | ----------------------- | --------------------------- | ---------------------- |
| Preliminari                 | Primo turno      | 21 giugno 2010 (Nyon)   | 29-30 giugno 2010           | 6-7 luglio 2010        |
| Preliminari                 | Secondo turno    | 21 giugno 2010 (Nyon)   | 13-14 luglio 2010           | 20-21 luglio 2010      |
| Preliminari                 | Terzo turno      | 16 luglio 2010 (Nyon)   | 27-28 luglio 2010           | 3-4 agosto 2010        |
| Preliminari                 | Play-off         | 6 agosto 2010 (Nyon)    | 17-18 agosto 2010           | 24-25 agosto 2010      |
| Fase a gironi               | Prima giornata   | 26 agosto 2010 (Monaco) | 14-15 settembre 2010        | 14-15 settembre 2010   |
| Fase a gironi               | Seconda giornata | 26 agosto 2010 (Monaco) | 28-29 settembre 2010        | 28-29 settembre 2010   |
| Fase a gironi               | Terza giornata   | 26 agosto 2010 (Monaco) | 19-20 ottobre 2010          | 19-20 ottobre 2010     |
| Fase a gironi               | Quarta giornata  | 26 agosto 2010 (Monaco) | 2-3 novembre 2010           | 2-3 novembre 2010      |
| Fase a gironi               | Quinta giornata  | 26 agosto 2010 (Monaco) | 23-24 novembre 2010         | 23-24 novembre 2010    |
| Fase a gironi               | Sesta giornata   | 26 agosto 2010 (Monaco) | 7-8 dicembre 2010           | 7-8 dicembre 2010      |
| Fase a eliminazione diretta | Ottavi di finale | 17 dicembre 2010 (Nyon) | 15-16 e 22-23 febbraio 2011 | 8-9 e 15-16 marzo 2011 |
| Fase a eliminazione diretta | Quarti di finale | 18 marzo 2011 (Nyon)    | 5-6 aprile 2011             | 12-13 aprile 2011      |
| Fase a eliminazione diretta | Semifinali       | 18 marzo 2011 (Nyon)    | 26-27 aprile 2011           | 3-4 maggio 2011        |
| Fase a eliminazione diretta | Finale           | 18 marzo 2011 (Nyon)    | 28 maggio 2011              | 28 maggio 2011         |

## Squadre partecipanti
Accanto ad ogni club è riportata la posizione in classifica nei loro rispettivi campionati.

(TH) Campione in carica.
| Fase a gironi         | Fase a gironi              | Fase a gironi          | Fase a gironi         |
| --------------------- | -------------------------- | ---------------------- | --------------------- |
| Inter (TH) (1º)       | Valencia (3º)              | Olympique Lione (2º)   | CFR Cluj (1º)         |
| Chelsea (1º)          | Roma (2º)                  | Rubin (1º)             | Benfica (1º)          |
| Manchester Utd (2º)   | Milan (3º)                 | Spartak Mosca (2º)     | Bursaspor (1º)        |
| Arsenal (3º)          | Bayern Monaco (1º)         | Šachtar (1º)           | Panathīnaïkos (1º)    |
| Barcellona (1º)       | Schalke 04 (2º)            | Twente (1º)            | Rangers (1º)          |
| Real Madrid (2º)      | Olympique Marsiglia (1º)   |                        |                       |
| Play-off              |                            |                        |                       |
| Campioni              | Piazzati                   | Piazzati               | Piazzati              |
|                       | Tottenham (4º)             | Sampdoria (4º)         | Auxerre (3º)          |
| Siviglia (4º)         | Werder Brema (3º)          |                        |                       |
| Terzo turno           |                            |                        |                       |
| Campioni              | Piazzati                   | Piazzati               | Piazzati              |
| Anderlecht (1º)       | Zenit San Pietroburgo (3º) | Braga (2º)             | Celtic (2º)           |
| Basilea (1º)          | Dinamo Kiev (2º)           | Fenerbahçe (2º)        | Gent (2º)             |
| Copenaghen (1º)       | Ajax (2º)                  | PAOK (2º)              | Young Boys (2º)       |
|                       | Unirea Urziceni (2º)       |                        |                       |
| Secondo turno         |                            |                        |                       |
| Liteks Loveč (1º)     | Sparta Praga (1º)          | Rosenborg (1º)         | Salisburgo (1º)       |
| Partizan (1º)         | Hapoel Tel Aviv (1º)       | Omonia (1º)            | AIK (1º)              |
| Žilina (1º)           | Lech Poznań (1º)           | Dinamo Zagabria (1º)   | HJK (1º)              |
| Ekranas (1º)          | Bohemians (1º)             | Metalurgs Liepāja (1º) | Koper (1º)            |
| BATĖ Borisov (1º)     | Željezničar (1º)           | Debrecen (1º)          | FH Hafnarfjörður (1º) |
| Sheriff Tiraspol (1º) | Olimpi Rustavi (1º)        | Renova (1º)            | İnter Baku (1º)       |
| Levadia Tallinn (1º)  | Dinamo City (1º)           | Aqtöbe (1º)            | P'yownik (1º)         |
| The New Saints (1º)   | Linfield (1º)              | HB Tórshavn (1º)       | Jeunesse Esch (1º)    |
| Primo turno           |                            |                        |                       |
| Rudar Pljevlja (1º)   | FC Santa Coloma (1º)       | Birkirkara (1º)        | Tre Fiori (1º)        |

## Risultati

### Preliminari

#### Sorteggio del primo e del secondo turno
Gli accoppiamenti per il primo turno sono stati sorteggiati con il seguente esito:
1. Tre Fiori - Rudar Pljevlja
2. FC Santa Coloma - Birkirkara

Gli accoppiamenti per il secondo turno sono stati sorteggiati con il seguente esito:
Gruppo 1
1. Metalurgs Liepāja - Sparta Praga
2. Aktobe - Olimpi Rustavi
3. Levadia Tallinn - Debrecen
4. Partizan - Pyunik
5. Inter Baku - Lech Poznań

Gruppo 2
1. Dinamo Zagabria - Koper
2. Litex Loveč - Rudar Pljevlja
3. Birkirkara - Žilina
4. Sheriff Tiraspol - Dinamo Tirana
5. Hapoel Tel Aviv - Željezničar
6. Omonia - Renova

Gruppo 3
1. Salisburgo - HB Tórshavn
2. Bohemians - The New Saints
3. BATE - Hafnarfjörðar
4. AIK - Jeunesse Esch
5. Linfield - Rosenborg
6. Ekranas - HJK

#### Primo turno
| Squadra 1       | Totale | Squadra 2         | Andata       | Ritorno |
| --------------- | ------ | ----------------- | ------------ | ------- |
| Tre Fiori       | 1 - 7  | FK Rudar Pljevlja | 0 - 3        | 1 - 4   |
| FC Santa Coloma | 3 - 7  | Birkirkara FC     | 0 - 3 (tav.) | 3 - 4   |

La partita di andata tra FC Santa Coloma (Andorra) e Birkirkara FC (Malta), in programma martedì 29 giugno 2010, è stata dapprima rinviata e poi definitivamente annullata dall'UEFA, a seguito di un reclamo della società maltese. Il campo dell'Stadio comunale di Aixovall era infatti impraticabile a causa delle forti piogge cadute su Andorra nei giorni precedenti. Inoltre alcune operazioni di manutenzione del manto erboso erano state messe in atto troppo tardivamente, complicando così la situazione. L'UEFA, riconoscendo alla società andorrana la colpa di non aver garantito la praticabilità del campo da gioco, oltre alla sconfitta a tavolino ha comminato anche 10.000 euro di multa, come punizione, sospesa per un periodo probatorio di due anni.

#### Secondo turno
| Squadra 1          | Totale            | Squadra 2         | Andata | Ritorno     |
| ------------------ | ----------------- | ----------------- | ------ | ----------- |
| Metalurgs Liepāja  | 0 - 5             | AC Sparta Praga   | 0 - 3  | 0 - 2       |
| FC Aktobe          | 3 - 1             | Olimpi Rustavi    | 2 - 0  | 1 - 1       |
| Levadia Tallinn    | 3 - 4             | Debrecen VSC      | 1 - 1  | 2 - 3       |
| FK Partizan        | 4 - 1             | FC Pyunik         | 3 - 1  | 1 - 0       |
| Inter Baku PIK     | 1 - 1 (8-9 d.c.r) | Lech Poznań       | 0 - 1  | 1 - 0       |
| NK Dinamo Zagabria | 5 - 4             | ND Koper          | 5 - 1  | 0 - 3       |
| PFC Litex Loveč    | 5 - 0             | FK Rudar Pljevlja | 1 - 0  | 4 - 0       |
| Birkirkara FC      | 1 - 3             | MSK Žilina        | 1 - 0  | 0 - 3       |
| Sheriff Tiraspol   | 3 - 2             | KS Dinamo Tirana  | 3 - 1  | 0 - 1       |
| Hapoel Tel Aviv FC | 6 - 0             | FK Željezničar    | 5 - 0  | 1 - 0       |
| ASL Omonia         | 5 - 0             | FKD Renova        | 3 - 0  | 2 - 0       |
| RB Salisburgo      | 5 - 1             | HB Tórshavn       | 5 - 0  | 0 - 1       |
| Bohemians FC       | 1 - 4             | The New Saints FC | 1 - 0  | 0 - 4       |
| FC BATE Borisov    | 6 - 1             | FK Hafnarfjörðar  | 5 - 1  | 1 - 0       |
| AIK                | 1 - 0             | ASL Jeunesse Esch | 1 - 0  | 0 - 0       |
| Linfield FC        | 0 - 2             | Rosenborg BK      | 0 - 0  | 0 - 2       |
| Ekranas            | 1 - 2             | HJK Helsinki      | 1 - 0  | 0 - 2 (dts) |

#### Terzo turno

##### Sorteggio
Gli accoppiamenti per il terzo turno sono stati sorteggiati con il seguente esito:
Percorso "Campioni", gruppo 1
1. Metalurgs Liepāja/Sparta Praga - Inter Baku/Lech Poznań
2. Aktobe/Olimpi Rustavi - Hapoel Tel Aviv/Željezničar
3. Sheriff Tiraspol/Dinamo Tirana - Dinamo Zagabria/Koper
4. Litex Loveč/Rudar Pljevlja - Birkirkara/Žilina
5. Levadia Tallinn/Debrecen - Basilea

Percorso "Campioni", gruppo 2
1. AIK/Jeunesse Esch - Linfield/Rosenborg
2. Partizan/Pyunik - Ekranas/HJK
3. BATE/Hafnarfjörðar - Copenaghen
4. Bohemians/The New Saints - Anderlecht
5. Omonia/Renova - Salisburgo/HB Tórshavn

Percorso "Piazzati"
1. Ajax - PAOK
2. Dinamo Kiev - Gent
3. Young Boys Berna - Fenerbahçe
4. Braga - Celtic
5. Unirea Urziceni - Zenit

##### Campioni
| Squadra 1        | Totale            | Squadra 2       | Andata | Ritorno |
| ---------------- | ----------------- | --------------- | ------ | ------- |
| Sparta Praga     | 2 - 0             | Lech Poznań     | 1 - 0  | 1 - 0   |
| Aktobe           | 2 - 3             | Hapoel Tel Aviv | 1 - 0  | 1 - 3   |
| Sheriff Tiraspol | 2 - 2 (6-5 d.c.r) | Dinamo Zagabria | 1 - 1  | 1 - 1   |
| Litex Loveč      | 2 - 4             | Žilina          | 1 - 1  | 1 - 3   |
| Debrecen         | 1 - 5             | Basilea         | 0 - 2  | 1 - 3   |
| AIK              | 0 - 4             | Rosenborg       | 0 - 1  | 0 - 3   |
| Partizan         | 5 - 1             | HJK             | 3 - 0  | 2 - 1   |
| BATE             | 2 - 3             | Copenaghen      | 0 - 0  | 2 - 3   |
| The New Saints   | 1 - 6             | Anderlecht      | 1 - 3  | 0 - 3   |
| Omonia           | 2 - 5             | Salisburgo      | 1 - 1  | 1 - 4   |

##### Piazzati
| Squadra 1        | Totale      | Squadra 2  | Andata | Ritorno |
| ---------------- | ----------- | ---------- | ------ | ------- |
| Ajax             | 4 - 4 (gfc) | PAOK       | 1 - 1  | 3 - 3   |
| Dinamo Kiev      | 6 - 1       | Gent       | 3 - 0  | 3 - 1   |
| Young Boys Berna | 3 - 2       | Fenerbahçe | 2 - 2  | 1 - 0   |
| Braga            | 4 - 2       | Celtic     | 3 - 0  | 1 - 2   |
| Unirea Urziceni  | 0 - 1       | Zenit      | 0 - 0  | 0 - 1   |

#### Play-off

##### Sorteggio
Gli accoppiamenti per i play-off sono stati sorteggiati con il seguente esito:
Percorso "Campioni"
1. Salisburgo - Hapoel Tel Aviv
2. Rosenborg - Copenaghen
3. Basilea - Sheriff Tiraspol
4. Sparta Praga - Žilina
5. Partizan - Anderlecht

Percorso "Piazzati"
1. Young Boys Berna - Tottenham
2. Braga - Siviglia
3. Werder Brema - Sampdoria
4. Zenit San Pietroburgo - Auxerre
5. Dinamo Kiev - Ajax

##### Campioni
| Squadra 1    | Totale            | Squadra 2        | Andata | Ritorno |
| ------------ | ----------------- | ---------------- | ------ | ------- |
| Salisburgo   | 3 - 4             | Hapoel Tel Aviv  | 2 - 3  | 1 - 1   |
| Rosenborg    | 2 - 2 (gfc)       | Copenaghen       | 2 - 1  | 0 - 1   |
| Basilea      | 4 - 0             | Sheriff Tiraspol | 1 - 0  | 3 - 0   |
| Sparta Praga | 0 - 3             | Žilina           | 0 - 2  | 0 - 1   |
| Partizan     | 4 - 4 (3-2 d.c.r) | Anderlecht       | 2 - 2  | 2 - 2   |

##### Piazzati
| Squadra 1             | Totale | Squadra 2 | Andata | Ritorno     |
| --------------------- | ------ | --------- | ------ | ----------- |
| Young Boys Berna      | 3 - 6  | Tottenham | 3 - 2  | 0 - 4       |
| Braga                 | 5 - 3  | Siviglia  | 1 - 0  | 4 - 3       |
| Werder Brema          | 5 - 4  | Sampdoria | 3 - 1  | 2 - 3 (dts) |
| Zenit San Pietroburgo | 1 - 2  | Auxerre   | 1 - 0  | 0 - 2       |
| Dinamo Kiev           | 2 - 3  | Ajax      | 1 - 1  | 1 - 2       |

### Fase a gironi

#### Sorteggio
Per stabilire la composizione degli otto gruppi, le squadre qualificate sono state suddivise in quattro fasce in base al ranking UEFA 2010.
In fase di sorteggio, ogni gruppo è stato formato da una testa di serie più altre tre squadre ciascuna appartenente a una fascia diversa (non potevano però essere sorteggiate nello stesso gruppo squadre provenienti dalla medesima nazione).
Il risultato del sorteggio è stato il seguente:
| Gruppo | Fascia 1        | Fascia 2            | Fascia 3      | Fascia 4        |
| ------ | --------------- | ------------------- | ------------- | --------------- |
| A      | Inter           | Werder Brema        | Tottenham     | Twente          |
| B      | Olympique Lione | Benfica             | Schalke 04    | Hapoel Tel Aviv |
| C      | Manchester Utd  | Valencia            | Rangers       | Bursaspor       |
| D      | Barcellona      | Panathīnaïkos       | Copenaghen    | Rubin           |
| E      | Bayern Monaco   | Roma                | Basilea       | CFR Cluj        |
| F      | Chelsea         | Olympique Marsiglia | Spartak Mosca | Žilina          |
| G      | Milan           | Real Madrid         | Ajax          | Auxerre         |
| H      | Arsenal         | Šachtar             | Braga         | Partizan        |

##### Gruppo A
| Squadra      | Pt | G | V | N | P | GF | GS | DG |
| ------------ | -- | - | - | - | - | -- | -- | -- |
| Tottenham    | 11 | 6 | 3 | 2 | 1 | 18 | 11 | +7 |
| Inter        | 10 | 6 | 3 | 1 | 2 | 12 | 11 | +1 |
| Twente       | 6  | 6 | 1 | 3 | 2 | 9  | 11 | -2 |
| Werder Brema | 5  | 6 | 1 | 2 | 3 | 6  | 12 | -6 |

| Squadra 1    | Risultato   | Squadra 2    |
| 1ª giornata  | 1ª giornata | 1ª giornata  |
| ------------ | ----------- | ------------ |
| Twente       | 2 - 2       | Inter        |
| Werder Brema | 2 - 2       | Tottenham    |
| 2ª giornata  |             |              |
| Tottenham    | 4 - 1       | Twente       |
| Inter        | 4 - 0       | Werder Brema |
| 3ª giornata  |             |              |
| Inter        | 4 - 3       | Tottenham    |
| Twente       | 1 - 1       | Werder Brema |
| 4ª giornata  |             |              |
| Tottenham    | 3 - 1       | Inter        |
| Werder Brema | 0 - 2       | Twente       |
| 5ª giornata  |             |              |
| Inter        | 1 - 0       | Twente       |
| Tottenham    | 3 - 0       | Werder Brema |
| 6ª giornata  |             |              |
| Twente       | 3 - 3       | Tottenham    |
| Werder Brema | 3 - 0       | Inter        |

##### Gruppo B
| Squadra         | Pt | G | V | N | P | GF | GS | DG |
| --------------- | -- | - | - | - | - | -- | -- | -- |
| Schalke 04      | 13 | 6 | 4 | 1 | 1 | 10 | 3  | +7 |
| Olympique Lione | 10 | 6 | 3 | 1 | 2 | 11 | 10 | +1 |
| Benfica         | 6  | 6 | 2 | 0 | 4 | 7  | 12 | -5 |
| Hapoel Tel Aviv | 5  | 6 | 1 | 2 | 3 | 7  | 10 | -3 |

| Squadra 1       | Risultato   | Squadra 2       |
| 1ª giornata     | 1ª giornata | 1ª giornata     |
| --------------- | ----------- | --------------- |
| Olympique Lione | 1 - 0       | Schalke 04      |
| Benfica         | 2 - 0       | Hapoel Tel Aviv |
| 2ª giornata     |             |                 |
| Hapoel Tel Aviv | 1 - 3       | Olympique Lione |
| Schalke 04      | 2 - 0       | Benfica         |
| 3ª giornata     |             |                 |
| Schalke 04      | 3 - 1       | Hapoel Tel Aviv |
| Olympique Lione | 2 - 0       | Benfica         |
| 4ª giornata     |             |                 |
| Hapoel Tel Aviv | 0 - 0       | Schalke 04      |
| Benfica         | 4 - 3       | Olympique Lione |
| 5ª giornata     |             |                 |
| Schalke 04      | 3 - 0       | Olympique Lione |
| Hapoel Tel Aviv | 3 - 0       | Benfica         |
| 6ª giornata     |             |                 |
| Olympique Lione | 2 - 2       | Hapoel Tel Aviv |
| Benfica         | 1 - 2       | Schalke 04      |

##### Gruppo C
| Squadra        | Pt | G | V | N | P | GF | GS | DG  |
| -------------- | -- | - | - | - | - | -- | -- | --- |
| Manchester Utd | 14 | 6 | 4 | 2 | 0 | 7  | 1  | +6  |
| Valencia       | 11 | 6 | 3 | 2 | 1 | 15 | 4  | +11 |
| Rangers        | 6  | 6 | 1 | 3 | 2 | 3  | 6  | -3  |
| Bursaspor      | 1  | 6 | 0 | 1 | 5 | 2  | 16 | -14 |

| Squadra 1      | Risultato   | Squadra 2      |
| 1ª giornata    | 1ª giornata | 1ª giornata    |
| -------------- | ----------- | -------------- |
| Manchester Utd | 0 - 0       | Rangers        |
| Bursaspor      | 0 - 4       | Valencia       |
| 2ª giornata    |             |                |
| Valencia       | 0 - 1       | Manchester Utd |
| Rangers        | 1 - 0       | Bursaspor      |
| 3ª giornata    |             |                |
| Rangers        | 1 - 1       | Valencia       |
| Manchester Utd | 1 - 0       | Bursaspor      |
| 4ª giornata    |             |                |
| Valencia       | 3 - 0       | Rangers        |
| Bursaspor      | 0 - 3       | Manchester Utd |
| 5ª giornata    |             |                |
| Rangers        | 0 - 1       | Manchester Utd |
| Valencia       | 6 - 1       | Bursaspor      |
| 6ª giornata    |             |                |
| Manchester Utd | 1 - 1       | Valencia       |
| Bursaspor      | 1 - 1       | Rangers        |

##### Gruppo D
| Squadra       | Pt | G | V | N | P | GF | GS | DG  |
| ------------- | -- | - | - | - | - | -- | -- | --- |
| Barcellona    | 14 | 6 | 4 | 2 | 0 | 14 | 3  | +11 |
| Copenaghen    | 10 | 6 | 3 | 1 | 2 | 7  | 5  | +2  |
| Rubin         | 6  | 6 | 1 | 3 | 2 | 2  | 4  | -2  |
| Panathīnaïkos | 2  | 6 | 0 | 2 | 4 | 2  | 13 | -11 |

| Squadra 1     | Risultato   | Squadra 2     |
| 1ª giornata   | 1ª giornata | 1ª giornata   |
| ------------- | ----------- | ------------- |
| Barcellona    | 5 - 1       | Panathīnaïkos |
| Copenaghen    | 1 - 0       | Rubin         |
| 2ª giornata   |             |               |
| Rubin         | 1 - 1       | Barcellona    |
| Panathīnaïkos | 0 - 2       | Copenaghen    |
| 3ª giornata   |             |               |
| Barcellona    | 2 - 0       | Copenaghen    |
| Panathīnaïkos | 0 - 0       | Rubin         |
| 4ª giornata   |             |               |
| Rubin         | 0 - 0       | Panathīnaïkos |
| Copenaghen    | 1 - 1       | Barcellona    |
| 5ª giornata   |             |               |
| Panathīnaïkos | 0 - 3       | Barcellona    |
| Rubin         | 1 - 0       | Copenaghen    |
| 6ª giornata   |             |               |
| Barcellona    | 2 - 0       | Rubin         |
| Copenaghen    | 3 - 1       | Panathīnaïkos |

##### Gruppo E
| Squadra       | Pt | G | V | N | P | GF | GS | DG  |
| ------------- | -- | - | - | - | - | -- | -- | --- |
| Bayern Monaco | 15 | 6 | 5 | 0 | 1 | 16 | 6  | +10 |
| Roma          | 10 | 6 | 3 | 1 | 2 | 10 | 11 | -1  |
| Basilea       | 6  | 6 | 2 | 0 | 4 | 8  | 11 | -3  |
| CFR Cluj      | 4  | 6 | 1 | 1 | 4 | 6  | 12 | -6  |

| Squadra 1     | Risultato   | Squadra 2     |
| 1ª giornata   | 1ª giornata | 1ª giornata   |
| ------------- | ----------- | ------------- |
| Bayern Monaco | 2 - 0       | Roma          |
| CFR Cluj      | 2 - 1       | Basilea       |
| 2ª giornata   |             |               |
| Basilea       | 1 - 2       | Bayern Monaco |
| Roma          | 2 - 1       | CFR Cluj      |
| 3ª giornata   |             |               |
| Roma          | 1 - 3       | Basilea       |
| Bayern Monaco | 3 - 2       | CFR Cluj      |
| 4ª giornata   |             |               |
| Basilea       | 2 - 3       | Roma          |
| CFR Cluj      | 0 - 4       | Bayern Monaco |
| 5ª giornata   |             |               |
| Roma          | 3 - 2       | Bayern Monaco |
| Basilea       | 1 - 0       | CFR Cluj      |
| 6ª giornata   |             |               |
| Bayern Monaco | 3 - 0       | Basilea       |
| CFR Cluj      | 1 - 1       | Roma          |

##### Gruppo F
| Squadra             | Pt | G | V | N | P | GF | GS | DG  |
| ------------------- | -- | - | - | - | - | -- | -- | --- |
| Chelsea             | 15 | 6 | 5 | 0 | 1 | 14 | 4  | +10 |
| Olympique Marsiglia | 12 | 6 | 4 | 0 | 2 | 12 | 3  | +9  |
| Spartak Mosca       | 9  | 6 | 3 | 0 | 3 | 7  | 10 | -3  |
| Žilina              | 0  | 6 | 0 | 0 | 6 | 3  | 19 | -16 |

| Squadra 1           | Risultato   | Squadra 2           |
| 1ª giornata         | 1ª giornata | 1ª giornata         |
| ------------------- | ----------- | ------------------- |
| Žilina              | 1 - 4       | Chelsea             |
| Olympique Marsiglia | 0 - 1       | Spartak Mosca       |
| 2ª giornata         |             |                     |
| Spartak Mosca       | 3 - 0       | Žilina              |
| Chelsea             | 2 - 0       | Olympique Marsiglia |
| 3ª giornata         |             |                     |
| Spartak Mosca       | 0 - 2       | Chelsea             |
| Olympique Marsiglia | 1 - 0       | Žilina              |
| 4ª giornata         |             |                     |
| Chelsea             | 4 - 1       | Spartak Mosca       |
| Žilina              | 0 - 7       | Olympique Marsiglia |
| 5ª giornata         |             |                     |
| Spartak Mosca       | 0 - 3       | Olympique Marsiglia |
| Chelsea             | 2 - 1       | Žilina              |
| 6ª giornata         |             |                     |
| Olympique Marsiglia | 1 - 0       | Chelsea             |
| Žilina              | 1 - 2       | Spartak Mosca       |

##### Gruppo G
| Squadra     | Pt | G | V | N | P | GF | GS | DG  |
| ----------- | -- | - | - | - | - | -- | -- | --- |
| Real Madrid | 16 | 6 | 5 | 1 | 0 | 15 | 2  | +13 |
| Milan       | 8  | 6 | 2 | 2 | 2 | 7  | 7  | 0   |
| Ajax        | 7  | 6 | 2 | 1 | 3 | 6  | 10 | -4  |
| Auxerre     | 3  | 6 | 1 | 0 | 5 | 3  | 12 | -9  |

| Squadra 1   | Risultato   | Squadra 2   |
| 1ª giornata | 1ª giornata | 1ª giornata |
| ----------- | ----------- | ----------- |
| Milan       | 2 - 0       | Auxerre     |
| Real Madrid | 2 - 0       | Ajax        |
| 2ª giornata |             |             |
| Auxerre     | 0 - 1       | Real Madrid |
| Ajax        | 1 - 1       | Milan       |
| 3ª giornata |             |             |
| Ajax        | 2 - 1       | Auxerre     |
| Real Madrid | 2 - 0       | Milan       |
| 4ª giornata |             |             |
| Auxerre     | 2 - 1       | Ajax        |
| Milan       | 2 - 2       | Real Madrid |
| 5ª giornata |             |             |
| Ajax        | 0 - 4       | Real Madrid |
| Auxerre     | 0 - 2       | Milan       |
| 6ª giornata |             |             |
| Real Madrid | 4 - 0       | Auxerre     |
| Milan       | 0 - 2       | Ajax        |

##### Gruppo H
| Squadra  | Pt | G | V | N | P | GF | GS | DG  |
| -------- | -- | - | - | - | - | -- | -- | --- |
| Šachtar  | 15 | 6 | 5 | 0 | 1 | 12 | 6  | +6  |
| Arsenal  | 12 | 6 | 4 | 0 | 2 | 18 | 7  | +11 |
| Braga    | 9  | 6 | 3 | 0 | 3 | 5  | 11 | -6  |
| Partizan | 0  | 6 | 0 | 0 | 6 | 2  | 13 | -11 |

| Squadra 1   | Risultato   | Squadra 2   |
| 1ª giornata | 1ª giornata | 1ª giornata |
| ----------- | ----------- | ----------- |
| Arsenal     | 6 - 0       | Braga       |
| Šachtar     | 1 - 0       | Partizan    |
| 2ª giornata |             |             |
| Partizan    | 1 - 3       | Arsenal     |
| Braga       | 0 - 3       | Šachtar     |
| 3ª giornata |             |             |
| Braga       | 2 - 0       | Partizan    |
| Arsenal     | 5 - 1       | Šachtar     |
| 4ª giornata |             |             |
| Partizan    | 0 - 1       | Braga       |
| Šachtar     | 2 - 1       | Arsenal     |
| 5ª giornata |             |             |
| Braga       | 2 - 0       | Arsenal     |
| Partizan    | 0 - 3       | Šachtar     |
| 6ª giornata |             |             |
| Arsenal     | 3 - 1       | Partizan    |
| Šachtar     | 2 - 0       | Braga       |

### Fase ad eliminazione diretta

#### Tabellone
|  | Ottavi di finale    | Ottavi di finale | Ottavi di finale | Ottavi di finale |   |             | Quarti di finale | Quarti di finale | Quarti di finale | Quarti di finale |  |             | Semifinali | Semifinali | Semifinali | Semifinali |            |   | Finale | Finale |
|  |                     |                  |                  |                  |   |             |                  |                  |                  |                  |  |             |            |            |            |            |            |   |        |        |
|  | Olympique Lione     | 1                | 0                | 1                |   |             |                  |                  |                  |                  |  |             |            |            |            |            |            |   |        |        |
|  | Real Madrid         | 1                | 3                | 4                |   |             |                  |                  |                  |                  |  |             |            |            |            |            |            |   |        |        |
|  | Real Madrid         | 1                | 3                | 4                |   | Real Madrid | 4                | 1                | 5                |                  |  |             |            |            |            |            |            |   |        |        |
|  |                     |                  |                  |                  |   | Real Madrid | 4                | 1                | 5                |                  |  |             |            |            |            |            |            |   |        |        |
|  |                     | Tottenham        | 0                | 0                | 0 |             |                  |                  |                  |                  |  |             |            |            |            |            |            |   |        |        |
|  | Milan               | Tottenham        | 0                | 0                | 0 | 0           | 0                | 0                |                  |                  |  |             |            |            |            |            |            |   |        |        |
|  | Milan               |                  |                  |                  |   | 0           | 0                | 0                |                  |                  |  |             |            |            |            |            |            |   |        |        |
|  | Tottenham           | 1                | 0                | 1                |   |             |                  |                  |                  |                  |  |             |            |            |            |            |            |   |        |        |
|  | Tottenham           | 1                | 0                | 1                |   |             |                  |                  |                  |                  |  | Real Madrid | 0          | 1          | 1          |            |            |   |        |        |
|  |                     |                  |                  |                  |   |             |                  |                  |                  |                  |  | Real Madrid | 0          | 1          | 1          |            |            |   |        |        |
|  |                     | Barcellona       | 2                | 1                | 3 |             |                  |                  |                  |                  |  |             |            |            |            |            |            |   |        |        |
|  | Arsenal             | Barcellona       | 2                | 1                | 3 | 2           | 1                | 3                |                  |                  |  |             |            |            |            |            |            |   |        |        |
|  | Arsenal             |                  |                  |                  |   | 2           | 1                | 3                |                  |                  |  |             |            |            |            |            |            |   |        |        |
|  | Barcellona          | 1                | 3                | 4                |   |             |                  |                  |                  |                  |  |             |            |            |            |            |            |   |        |        |
|  | Barcellona          | 1                | 3                | 4                |   | Barcellona  | 5                | 1                | 6                |                  |  |             |            |            |            |            |            |   |        |        |
|  |                     |                  |                  |                  |   | Barcellona  | 5                | 1                | 6                |                  |  |             |            |            |            |            |            |   |        |        |
|  |                     | Šachtar          | 1                | 0                | 1 |             |                  |                  |                  |                  |  |             |            |            |            |            |            |   |        |        |
|  | Roma                | Šachtar          | 1                | 0                | 1 | 2           | 0                | 2                |                  |                  |  |             |            |            |            |            |            |   |        |        |
|  | Roma                |                  |                  |                  |   | 2           | 0                | 2                |                  |                  |  |             |            |            |            |            |            |   |        |        |
|  | Šachtar             | 3                | 3                | 6                |   |             |                  |                  |                  |                  |  |             |            |            |            |            |            |   |        |        |
|  | Šachtar             | 3                | 3                | 6                |   |             |                  |                  |                  |                  |  |             |            |            |            |            | Barcellona | 3 |        |        |
|  |                     |                  |                  |                  |   |             |                  |                  |                  |                  |  |             |            |            |            |            |            | 3 |        |        |
|  |                     | Manchester Utd   | 1                |                  |   |             |                  |                  |                  |                  |  |             |            |            |            |            |            |   |        |        |
|  | Inter (gfc)         | Manchester Utd   | 1                | 0                | 3 | 3           |                  |                  |                  |                  |  |             |            |            |            |            |            |   |        |        |
|  | Inter (gfc)         |                  |                  | 0                | 3 | 3           |                  |                  |                  |                  |  |             |            |            |            |            |            |   |        |        |
|  | Bayern Monaco       | 1                | 2                | 3                |   |             |                  |                  |                  |                  |  |             |            |            |            |            |            |   |        |        |
|  | Bayern Monaco       | 1                | 2                | 3                |   | Inter       | 2                | 1                | 3                |                  |  |             |            |            |            |            |            |   |        |        |
|  |                     |                  |                  |                  |   | Inter       | 2                | 1                | 3                |                  |  |             |            |            |            |            |            |   |        |        |
|  |                     | Schalke 04       | 5                | 2                | 7 |             |                  |                  |                  |                  |  |             |            |            |            |            |            |   |        |        |
|  | Valencia            | Schalke 04       | 5                | 2                | 7 | 1           | 1                | 2                |                  |                  |  |             |            |            |            |            |            |   |        |        |
|  | Valencia            |                  |                  |                  |   | 1           | 1                | 2                |                  |                  |  |             |            |            |            |            |            |   |        |        |
|  | Schalke 04          | 1                | 3                | 4                |   |             |                  |                  |                  |                  |  |             |            |            |            |            |            |   |        |        |
|  | Schalke 04          | 1                | 3                | 4                |   |             |                  |                  |                  |                  |  | Schalke 04  | 0          | 1          | 1          |            |            |   |        |        |
|  |                     |                  |                  |                  |   |             |                  |                  |                  |                  |  | Schalke 04  | 0          | 1          | 1          |            |            |   |        |        |
|  |                     | Manchester Utd   | 2                | 4                | 6 |             |                  |                  |                  |                  |  |             |            |            |            |            |            |   |        |        |
|  | Copenaghen          | Manchester Utd   | 2                | 4                | 6 | 0           | 0                | 0                |                  |                  |  |             |            |            |            |            |            |   |        |        |
|  | Copenaghen          |                  |                  |                  |   | 0           | 0                | 0                |                  |                  |  |             |            |            |            |            |            |   |        |        |
|  | Chelsea             | 2                | 0                | 2                |   |             |                  |                  |                  |                  |  |             |            |            |            |            |            |   |        |        |
|  | Chelsea             | 2                | 0                | 2                |   | Chelsea     | 0                | 1                | 1                |                  |  |             |            |            |            |            |            |   |        |        |
|  |                     |                  |                  |                  |   | Chelsea     | 0                | 1                | 1                |                  |  |             |            |            |            |            |            |   |        |        |
|  |                     | Manchester Utd   | 1                | 2                | 3 |             |                  |                  |                  |                  |  |             |            |            |            |            |            |   |        |        |
|  | Olympique Marsiglia | Manchester Utd   | 1                | 2                | 3 | 0           | 1                | 1                |                  |                  |  |             |            |            |            |            |            |   |        |        |
|  | Olympique Marsiglia |                  |                  |                  |   | 0           | 1                | 1                |                  |                  |  |             |            |            |            |            |            |   |        |        |
|  | Manchester Utd      | 0                | 2                | 2                |   |             |                  |                  |                  |                  |  |             |            |            |            |            |            |   |        |        |

#### Ottavi di finale

##### Sorteggio
Ogni squadra arrivata prima nel proprio gruppo gioca contro una squadra arrivata seconda e viceversa e non si possono affrontare squadre della stessa nazione o provenienti dallo stesso gruppo.
Prime classificate:
- Tottenham (girone A)
- Schalke 04 (girone B)
- Manchester Utd (girone C)
- Barcellona (girone D)
- Bayern Monaco (girone E)
- Chelsea (girone F)
- Real Madrid (girone G)
- Šachtar (girone H)

Seconde classificate:
- Inter (girone A)
- Olympique Lione (girone B)
- Valencia (girone C)
- Copenaghen (girone D)
- Roma (girone E)
- Olympique Marsiglia (girone F)
- Milan (girone G)
- Arsenal (girone H)

Tali accoppiamenti sono stati sorteggiati con il seguente esito:
1. Roma - Šachtar
2. Milan - Tottenham
3. Valencia - Schalke 04
4. Inter - Bayern Monaco
5. O. Lione - Real Madrid
6. Arsenal - Barcellona
7. O. Marsiglia - Manchester United
8. Copenaghen - Chelsea

##### Tabella riassuntiva
| Squadra 1    | Totale      | Squadra 2         | Andata | Ritorno |
| ------------ | ----------- | ----------------- | ------ | ------- |
| Roma         | 2 - 6       | Šachtar           | 2 - 3  | 0 - 3   |
| Milan        | 0 - 1       | Tottenham         | 0 - 1  | 0 - 0   |
| Valencia     | 2 - 4       | Schalke 04        | 1 - 1  | 1 - 3   |
| Inter        | 3 - 3 (gfc) | Bayern Monaco     | 0 - 1  | 3 - 2   |
| O. Lione     | 1 - 4       | Real Madrid       | 1 - 1  | 0 - 3   |
| Arsenal      | 3 - 4       | Barcellona        | 2 - 1  | 1 - 3   |
| O. Marsiglia | 1 - 2       | Manchester United | 0 - 0  | 1 - 2   |
| Copenaghen   | 0 - 2       | Chelsea           | 0 - 2  | 0 - 0   |

#### Sorteggio dei quarti di finale, delle semifinali e della finale
L'esito del sorteggio (senza limitazioni) degli accoppiamenti per i quarti di finale e le semifinali e dell'ordine di abbinamento della finale è stato il seguente:
1. Real Madrid - Tottenham
2. Chelsea - Manchester United
3. Barcellona - Šachtar
4. Inter - Schalke 04

#### Quarti di finale
| Squadra 1   | Totale | Squadra 2         | Andata | Ritorno |
| ----------- | ------ | ----------------- | ------ | ------- |
| Inter       | 3 - 7  | Schalke 04        | 2 - 5  | 1 - 2   |
| Chelsea     | 1 - 3  | Manchester United | 0 - 1  | 1 - 2   |
| Real Madrid | 5 - 0  | Tottenham         | 4 - 0  | 1 - 0   |
| Barcellona  | 6 - 1  | Šachtar           | 5 - 1  | 1 - 0   |

#### Semifinali
| Squadra 1   | Totale | Squadra 2         | Andata | Ritorno |
| ----------- | ------ | ----------------- | ------ | ------- |
| Schalke 04  | 1 - 6  | Manchester United | 0 - 2  | 1 - 4   |
| Real Madrid | 1 - 3  | Barcellona        | 0 - 2  | 1 - 1   |

#### Finale
| Arbitro: | Viktor Kassai |

|                               |           |            |
| Pedro 27’ Messi 54’ Villa 70’ | Marcatori | 34’ Rooney |

| - | Barcelona | Manchester Utd |

| Barcellona (4-3-3) |    |                   |     |       |
|                    |    |                   |     |       |
| P                  | 1  | Víctor Valdés     | 85’ |       |
| D                  | 2  | Daniel Alves      | 60’ | 88’   |
| D                  | 3  | Gerard Piqué      |     |       |
| D                  | 14 | Javier Mascherano |     |       |
| D                  | 22 | Éric Abidal       |     |       |
| C                  | 16 | Sergio Busquets   |     |       |
| C                  | 6  | Xavi (C)          |     |       |
| C                  | 8  | Andrés Iniesta    |     |       |
| A                  | 7  | David Villa       |     | 86’   |
| A                  | 17 | Pedro Rodríguez   |     | 90+2’ |
| A                  | 10 | Lionel Messi      |     |       |
| Sostituti:         |    |                   |     |       |
| P                  | 38 | Oier Olazábal     |     |       |
| D                  | 5  | Carles Puyol      |     | 88’   |
| A                  | 9  | Bojan Krkić       |     |       |
| C                  | 15 | Seydou Keita      |     | 86’   |
| C                  | 20 | Ibrahim Afellay   |     | 90+2’ |
| D                  | 21 | Adriano           |     |       |
| C                  | 30 | Thiago Alcántara  |     |       |
| Allenatore:        |    |                   |     |       |
| Josep Guardiola    |    |                   |     |       |

| Manchester Utd (4-4-1-1) |    |                   |     |     |
|                          |    |                   |     |     |
| P                        | 1  | Edwin van der Sar |     |     |
| D                        | 20 | Fábio             |     | 69’ |
| D                        | 5  | Rio Ferdinand     |     |     |
| D                        | 15 | Nemanja Vidić (C) |     |     |
| D                        | 3  | Patrice Evra      |     |     |
| C                        | 25 | Antonio Valencia  | 79’ |     |
| C                        | 16 | Michael Carrick   | 61’ | 77’ |
| C                        | 11 | Ryan Giggs        |     |     |
| C                        | 13 | Park Ji-sung      |     |     |
| A                        | 10 | Wayne Rooney      |     |     |
| A                        | 14 | Javier Hernández  |     |     |
| Sostituti:               |    |                   |     |     |
| P                        | 29 | Tomasz Kuszczak   |     |     |
| A                        | 7  | Michael Owen      |     |     |
| C                        | 8  | Anderson          |     |     |
| D                        | 12 | Chris Smalling    |     |     |
| C                        | 17 | Nani              |     | 69’ |
| C                        | 18 | Paul Scholes      |     | 77’ |
| C                        | 24 | Darren Fletcher   |     |     |
| Allenatore:              |    |                   |     |     |
| Alex Ferguson            |    |                   |     |     |

## Classifica marcatori
Sono escluse le gare dei turni preliminari.
Aggiornata al 29 maggio 2011
| Gol | Rigori | Minuti giocati | Giocatore         | Squadra       |
| --- | ------ | -------------- | ----------------- | ------------- |
| 12  | 1      | 1047'          | Lionel Messi      | Barcellona    |
| 8   |        | 607'           | Mario Gómez       | Bayern Monaco |
| 8   | 1      | 900'           | Samuel Eto'o      | Inter         |
| 7   | 1      | 584'           | Nicolas Anelka    | Chelsea       |
| 6   |        | 372'           | Karim Benzema     | Real Madrid   |
| 6   |        | 416'           | Roberto Soldado   | Valencia      |
| 6   | 1      | 1021'          | Cristiano Ronaldo | Real Madrid   |
| 5   |        | 772'           | Pedro             | Barcellona    |
| 5   |        | 1077'          | Raúl              | Schalke 04    |

## Classifica assist
Aggiornata al 29 maggio 2011
|  | Assist | Minuti giocati | Giocatore      | Squadra           |
|  | ------ | -------------- | -------------- | ----------------- |
|  | 6      | 804'           | Mesut Özil     | Real Madrid       |
|  | 5      | 435'           | Carlos Martins | Benfica           |
|  | 5      | 576'           | Ryan Giggs     | Manchester United |
|  | 5      | 646'           | Aaron Lennon   | Tottenham         |
|  | 5      | 810'           | Darijo Srna    | Shakhtar Donetsk  |
|  | 5      | 898'           | Andrés Iniesta | Barcellona        |
|  | 4      | 524'           | Juan Culio     | CFR Cluj          |
|  | 4      | 900'           | Samuel Eto'o   | Inter             |